# Indeni FC
El Indeni FC es un equipo de fútbol de Zambia que juega en la Segunda División de Zambia, la segunda liga de fútbol en el país.

## Estadio
El Complejo Deportivo Indeni es un estadio multideportivo de Indeni, Zambia.

## Entrenadores
- Stephen Mwansa (?–febrero de 2015)[6]
- Bruce Mwape (febrero de 2015–?)[6]
- Mathews Ndhlovu (?–marzo de 2020)[1]
- Dabid Chilufya (febrero de 2021–?)[7]
- Dabid Chilufya (noviembre de 2021–?)[7]